# ماریو گالیندو
ماریو گالیندو (اسپانیایی: Mario Galindo‎؛ زادهٔ ۱۰ اوت ۱۹۵۱) بازیکن فوتبال اهل شیلی بود.
از باشگاه‌هایی که در آن بازی کرده‌است می‌توان به باشگاه فوتبال کولو-کولو اشاره کرد.
وی همچنین در تیم ملی فوتبال شیلی بازی کرده‌است.